# Лорен Бакол
Лорен Бакол (енгл. Lauren Bacall; 16. септембар 1924 — 12. август 2014), рођена као Бети Џоун Перски (енгл. Betty Joan Perske), била је америчка филмска, позоришна и телевизијска глумица, позната по свом дубоком промуклом гласу и сензуалном изгледу.
Своју каријеру је започела као манекенка, да би 1944. године дебитовала на филмском платну у чувеном остварењу "Имати и немати" уз будућег супруга Хамфрија Богарта. Са Богартом је глумила и у филмовима "Дубоки сан" (1946), "Тамни пролаз" (1947), "Острво Ларго" (1948). Остали познати филмови укључују "Како се удати за милионера" (1953), "Записано на ветру" (1956), "Дизајнерка" (1957), " Убиство у Оријент експресу" (1974), "Обожавалац" (1981), "Мизери" (1990), "Висока мода" (1994), "Догвил" (2003).
Играла је и на Бродвеју у мјузиклима "Аплауз" (1970) и "Жена године" (1981) који су јој донели две награде Тони за најбољу глумицу. За улогу у филму "Огледало има два лица" (1996) Баколова је номинована за Оскара и награду БАФТА, а освојила је Златни глобус и награду Удружења филмских глумаца. Награђена је почасним Цезаром 1996. године и Оскаром 2009. године. Године 1991. добила је своју звезду на Холивудској стази славних. Амерички филмски институт ју је 1999. године уврстио на своју листу 50 филмских легенди.
Удавала се два пута и имала је троје деце.

## Филмографија
| Улоге Лорен Бакол |                            |               |                                |          |
| Година            | Српски назив               | Изворни назив | Улога                          | Напомена |
| 1944.             | Имати и немати             |               | Мари „Слим“ Браунинг           |          |
| 1945.             | Тајни агент                |               | Роуз Кален                     |          |
| 1946.             | Дубоки сан                 |               | Вивијан Стернвуд Ратлиџ        |          |
| 1947.             | Тамни пролаз               |               | Ајрин Џенсен                   |          |
| 1948.             | Острво Ларго               |               | Нора Темпл                     |          |
| 1950.             | Младић са трубом           |               | Ејми Норт                      |          |
| 1950.             | Светао лист                |               | Сонја Ковак                    |          |
| 1953.             | Како се удати за милионера |               | Шаци Пејџ                      |          |
| 1955.             |                            |               | Мег Фаверсен Рајнхарт          |          |
| 1955.             | Улица крви                 |               | Кати Грејнџер                  |          |
| 1956.             | Записано на ветру          |               | Луси Мур Хадли                 |          |
| 1957.             | Дизајнерка                 |               | Марила Вроун Хејген            |          |
| 1958.             | Дар љубави                 |               | Џули Бек                       |          |
| 1959.             | Северозападна граница      |               | Катрин Вајат                   |          |
| 1964.             | Шок терапија               |               | др Едвина Бигли                |          |
| 1964.             |                            |               | Силвија Бродерик               |          |
| 1966.             | Харпер                     |               | Илејн Сампсон                  |          |
| 1974.             | Убиство у Оријент експресу |               | госпођа Харијет Белинда Хабард |          |
| 1976.             | Убица                      |               | Бонд Роџерс                    |          |
| 1980.             | Здравље                    |               | Естер Брил                     |          |
| 1981.             | Обожавалац                 |               | Сали Рос                       |          |
| 1988.             | Састанак са смрћу          |               | леди Вестхолм                  |          |
| 1988.             | Господин Норт              |               | госпођа Кранстон               |          |
| 1989.             |                            |               |                                |          |
| 1989.             |                            |               | Марша Арчдејл                  |          |
| 1990.             | Мизери                     |               | Марша Синдел                   |          |
| 1991.             | Звезда за двоје            |               |                                |          |
| 1991.             | Све што желим за Божић     |               | Лилијан Брукс                  |          |
| 1993.             | Инострано поље             |               | Лиса                           |          |
| 1994.             | Висока мода                |               | Слим Крајслер                  |          |
| 1996.             | Огледало има два лица      |               | Хана Морган                    |          |
| 1996.             | Моји земљаци Американци    |               | Маргарет Крамер                |          |
| 1997.             | Дан и ноћ                  |               | Сонја                          |          |
| 1999.             | Ухвати Бруса               |               |                                |          |
| 1999.             | Дијаманти                  |               | Син-Ди                         |          |
| 1999.             | Пројекат Венеција          |               | грофица Камила Волта           |          |
| 1999.             | Присуство ума              |               | Мадо Ремеи                     |          |
| 1999.             | Разговор са Грегори Пеком  |               |                                |          |
| 2003.             | Граница                    |               | Меј Маркам                     |          |
| 2003.             | Догвил                     |               | Ма Џинџер                      |          |
| 2004.             | Покретни дворац            |               |                                |          |
| 2004.             | Рођење                     |               | Еленор                         |          |
| 2005.             |                            |               | Порш                           |          |
| 2005.             | Мендерлеј                  |               |                                |          |
| 2006.             | Ове блесаве ствари         |               | дејм Лидија                    |          |
| 2007.             | Шетач                      |               | Натали ван Митер               |          |
| 2008.             |                            |               | Меј                            |          |